# Issersheilingen
Issersheilingen ist ein Ortsteil der Stadt und Landgemeinde Nottertal-Heilinger Höhen im Unstrut-Hainich-Kreis in Thüringen (Deutschland).

## Geografie

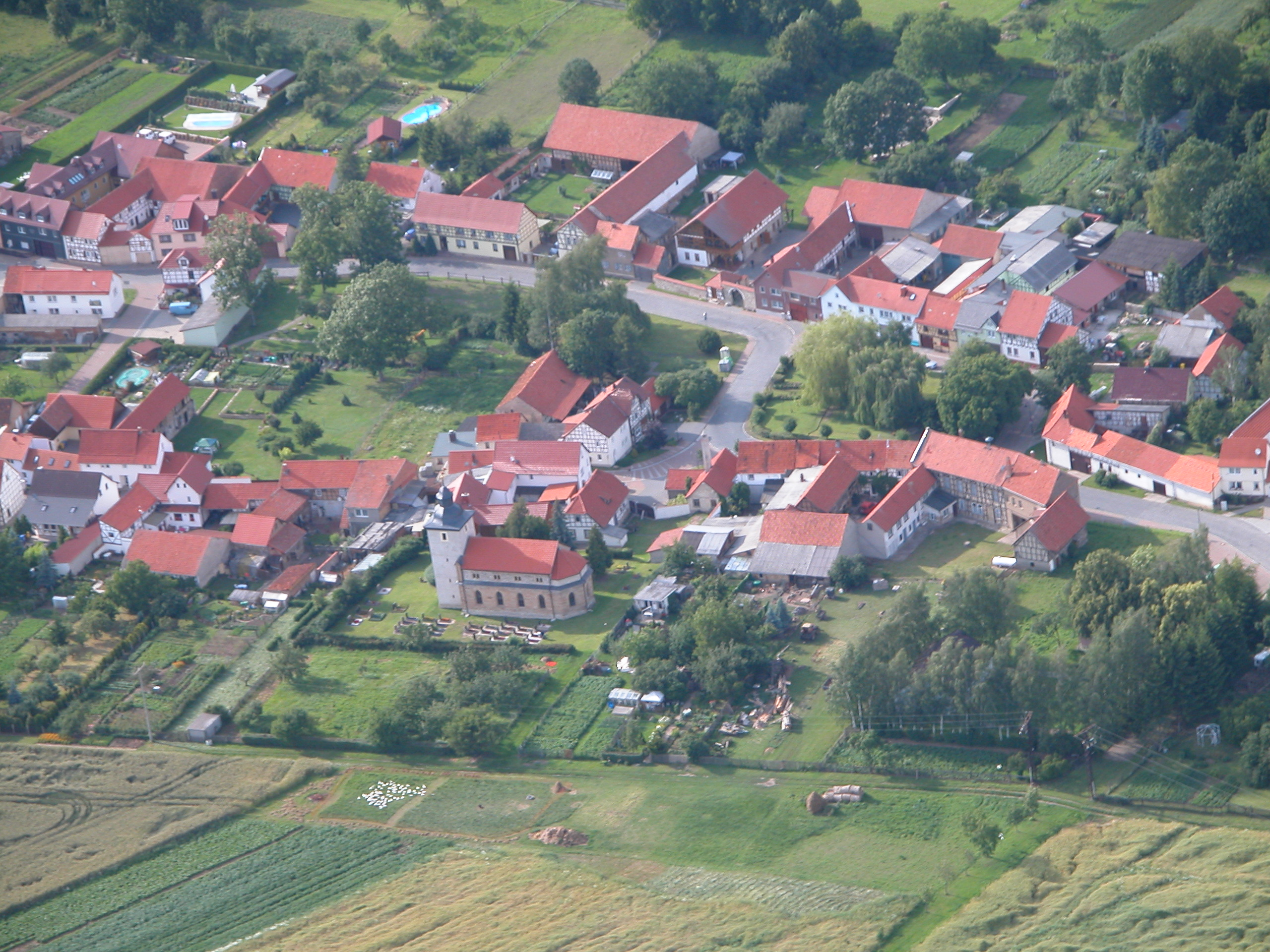
Luftbild Issersheilingen

Issersheilingen liegt am Westrand des Thüringer Beckens zwischen Schlotheim und Bad Langensalza. Das wellige, waldarme Gebiet des Heilinger Höhenzuges fällt nach Süden zu den Tälern des Welsbaches und der Unstrut allmählich ab. Der höchste Punkt der Gemarkung Issersheilingen liegt bei 335 m ü. NN. Durch die höhere Lage wurde der Ort in den letzten Jahrzehnten nicht so oft von Überschwemmungen heimgesucht wie die südlichen Nachbarorte Kleinwelsbach und Bothenheilingen.

## Geschichte

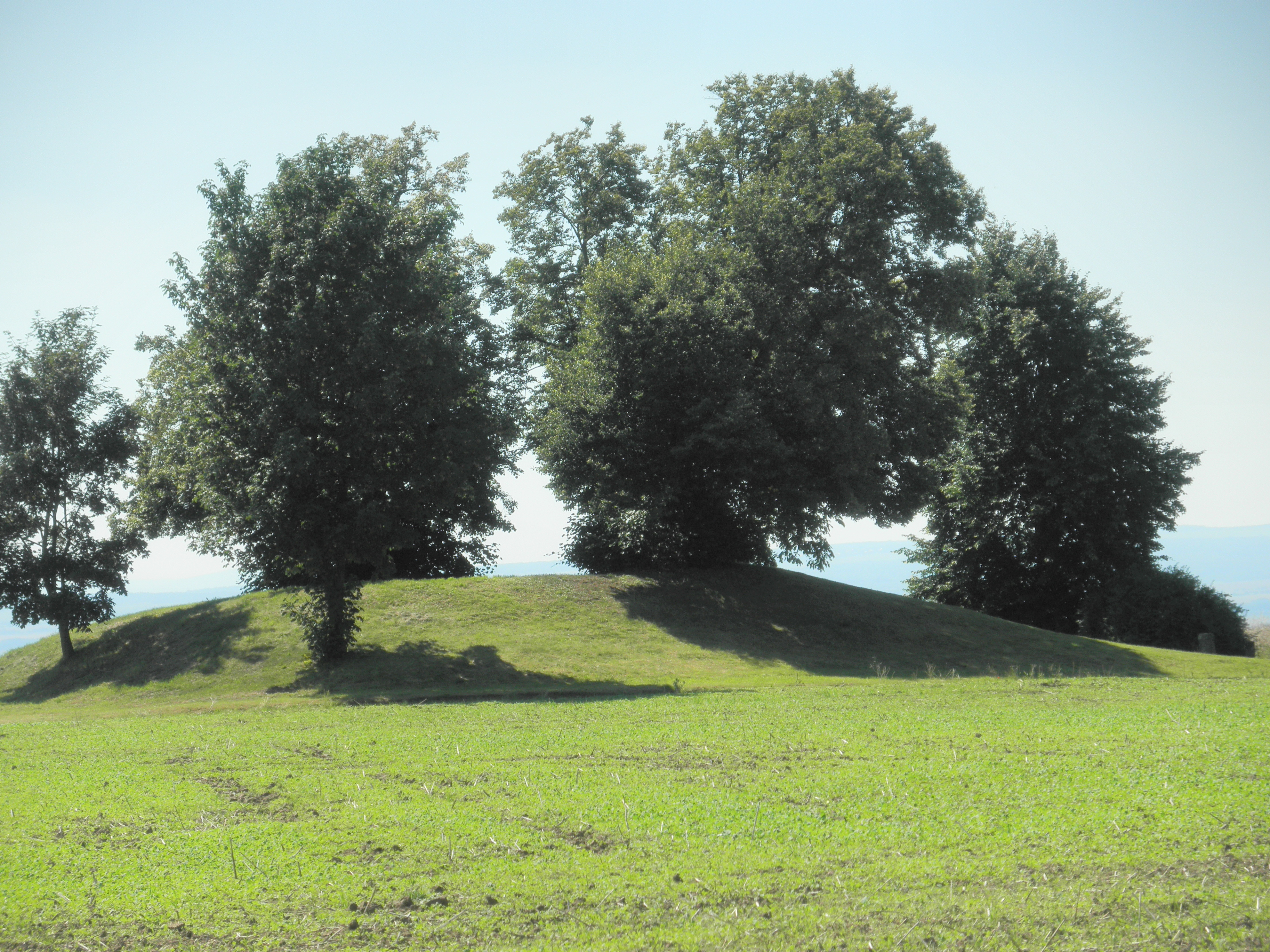
Hügelgrab „Hök“

Das nahe dem Ort gelegene Bodendenkmal „Hök“ – ein Hügelgrab aus der Hallstattzeit – belegt eine frühe Besiedlung des Gebietes um Issersheilingen. Das Hügelgrab wurde bereits im 19. Jahrhundert durch den Dorfpfarrer erforscht. Vom Grabstandort aus hat man eine freie Sicht nach Westen, Süden und nach Südosten. Im Grabhügel wurden reiche Funde aus der Hallstattzeit, darunter Wendelringstücke und zehn Steigbügelarmringe geborgen.
Für 1279 ist der Ortsname Issersheilingen erstmals schriftlich überliefert.
Bis um 1555 war in einem Feld in der Nähe des Weges nach Körner eine Waidmühle vorhanden. Der Waidmühlstein wurde als wertvoll betrachtet und später von Marcus Daniel Minor vor seinem Haus abgelegt, die Mauerreste wurden noch als Baumaterial zur Reparatur der Kirche verwendet. Issersheilingen gehörte bis 1815 zum kursächsischen Amt Langensalza und nach seiner Abtretung an Preußen von 1816 bis 1944 zum Landkreis Langensalza in der Provinz Sachsen.
Der Ort lag ab 1945 in der sowjetischen Besatzungszone, dann DDR. So machte er alle durchgreifenden „gesellschaftlichen Veränderungen“ mit. 1960 meldete das Dorf das Erreichen der „Vollgenossenschaftlichkeit“, d. h., auch die letzten bis zu diesem Jahr noch selbständigen Bauern waren der LPG beigetreten.
Am 31. Dezember 2019 schloss sich die Gemeinde Issersheilingen mit weiteren Gemeinden zur Stadt und Landgemeinde Nottertal-Heilinger Höhen zusammen. Die Gemeinden waren zuvor in der Verwaltungsgemeinschaft Schlotheim zusammengeschlossen, die gleichzeitig aufgelöst wurde.

## Politik

### Ehemalige Bürgermeister
Die letzte ehrenamtliche Bürgermeisterin Christel Winkler (Freie Wähler) wurde am 6. Juni 2010 gewählt.

## Wirtschaft und Infrastruktur
Die Umgebung von Issersheilingen wird von der Landwirtschaft geprägt. 1990 ließ sich im Ort eine mittelständische Fenster- und Türenbau-Firma nieder, die außerdem Kleinfassaden, Wintergärten, Insektenschutzsysteme, Vordächer und Sonnenschutzanlagen herstellt. Die Firma löste sich, nach Neugründung in 2011, 2015 endgültig auf.

### Verkehrsanbindung
Von Issersheilingen führen Verbindungsstraßen nach Schlotheim (acht Kilometer entfernt mit Anschluss an die B 249), nach Kirchheilingen (fünf Kilometer entfernt mit Anschluss an die B 84) und in die Stadt Bad Langensalza (zwölf Kilometer entfernt mit Anschluss an die B 247). In Bad Langensalza befindet sich auch der nächste Bahnhof (an der Bahnlinie Mühlhausen/Thüringen – Gotha).

## Kultur und Sehenswürdigkeiten
- Das Bodendenkmal Hök ist ein östlich der Ortslage befindliches Ensemble vorgeschichtlicher Hügelgräber, die sich als mit Rasen und teilweise auch Bäumen bewachsene Bodenstrukturen zeigen und die sogar im Ortswappen in symbolischer Form enthalten sind. Ihre maximale Größe beträgt 26 Meter im Durchmesser, die Hügel ragen noch zwei bis drei Meter über das Geländeniveau hinaus. Mindestens 15 Gräber sind bereits durch den Ackerpflug im Gelände eingeebnet worden. In der Region gibt es noch rund 50 Grabbauten aus der Zeit der Jungsteinzeit, der Bronzezeit und der Thüringer Kultur der Älteren Eisenzeit. Sagen von einer großen, hier vor über tausend Jahren stattgefundenen Schlacht lockten schon vor Jahrhunderten Schatzgräber an. Die Hügel bergen jedoch die sterblichen Überreste von einstigen Stammesfürsten und spätere Nachbestattungen.[5] Vom Thüringischen Landesamt für archäologische Denkmalpflege wurde am Bodendenkmal Hök eine Hinweistafel aufgestellt.

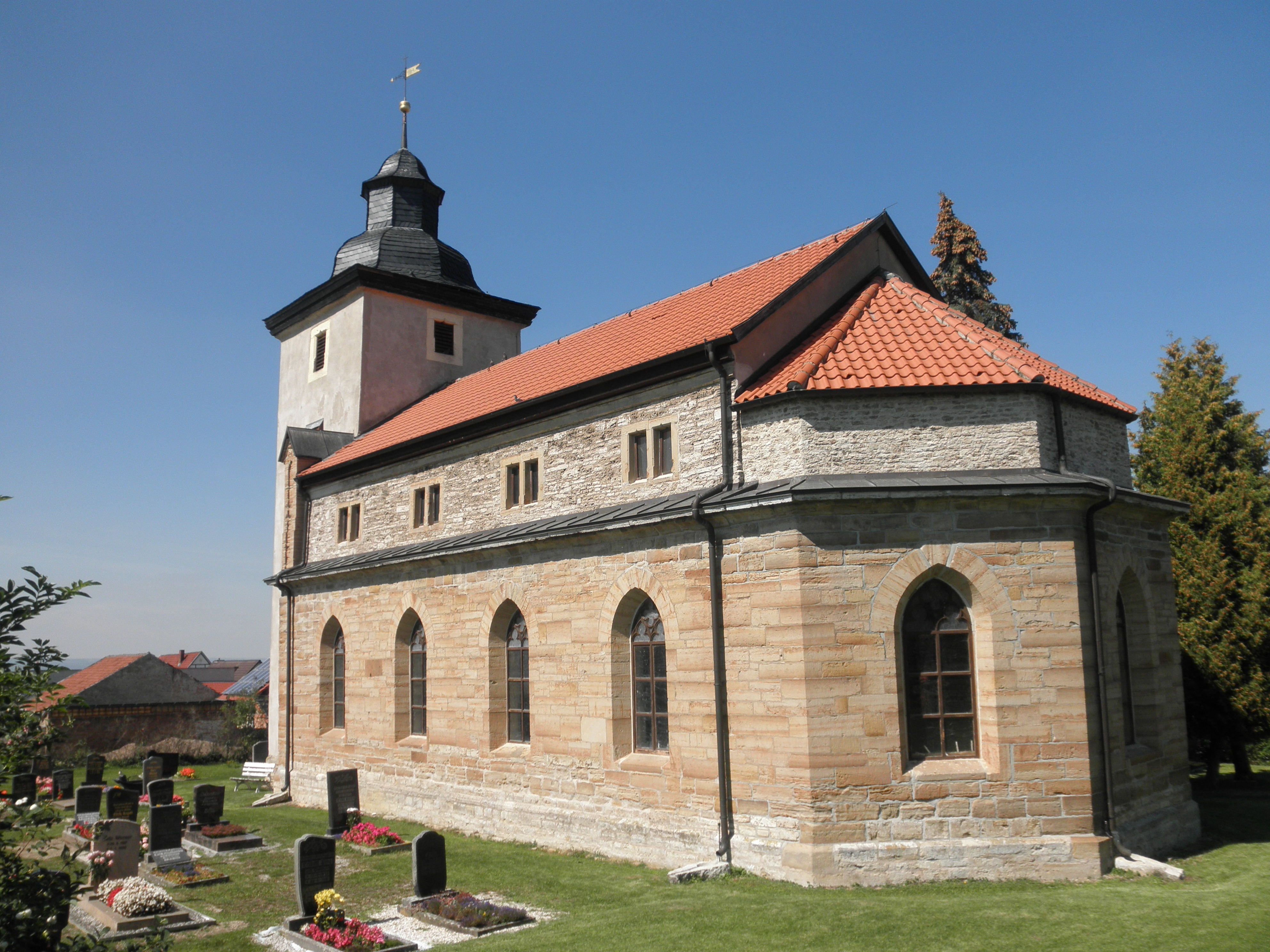
Kirche St. Johannes der Täufer

- Evangelische Kirche St. Johannes der Täufer: auf der Grundlage von Vorgängerbauten wurde der Kirchturm 1577 und das Kirchenschiff (Saalkirche) 1856 in der jetzigen Form errichtet. Zur DDR-Zeit war der Verfall der Kirche soweit fortgeschritten, dass der Kirchgemeinderat – auch wegen fehlender Baumaterialien – beschloss, die Kirche aufzugeben. Altar, Gestühl und Orgel wurden an andere Thüringer Kirchen abgegeben. Das Schadensbild zur Zeit der „Wende“ 1990 war verheerend. Es wurde trotzdem – unter reger Beteiligung engagierter Bürger – eine Generalsanierung der Kirche in Angriff genommen. Heute (2011) ist die Kirche äußerlich wieder ein Schmuckstück, innen noch sehr einfach und unvollkommen. Über die Geschichte von Bau und Wiederaufbau der Kirche unterrichten instruktive Informationstafeln im Kircheninneren.

- Neben der Kirche wurde das überwucherte Kriegerdenkmal zum Ersten Weltkrieg wieder sichtbar gemacht, restauriert und um die Namen der im Zweiten Weltkrieg Gefallenen ergänzt